# هیپاخ
هیپاخ (به آلمانی: Hippach) یک منطقهٔ مسکونی در اتریش است که در شواس واقع شده‌است. هیپاخ ۳۹٫۳۷ کیلومتر مربع مساحت دارد ۶۰۸ متر بالاتر از سطح دریا واقع شده‌است.